# 西屋时间舱

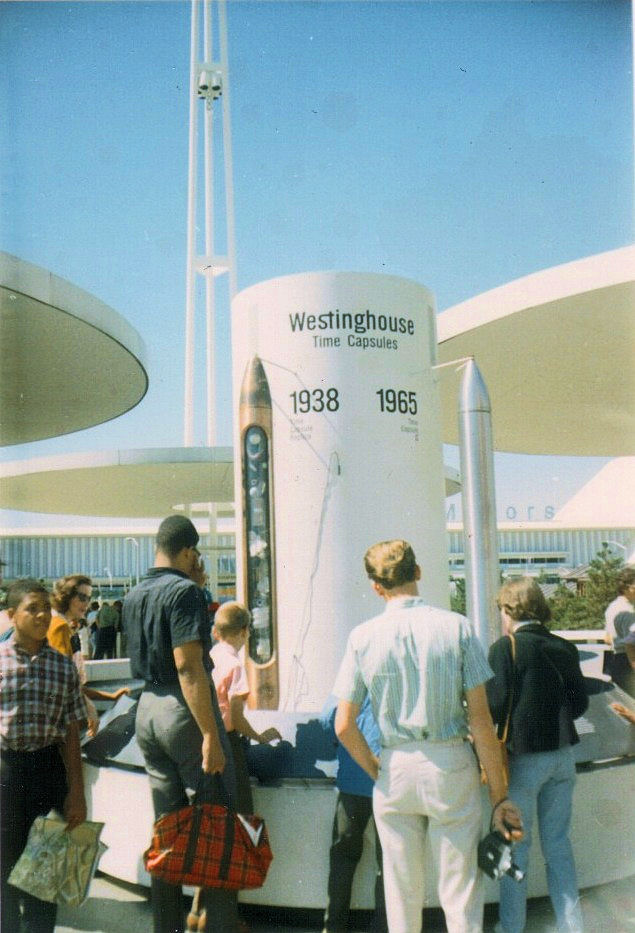
西屋在1964-65世博会上展出的时间舱

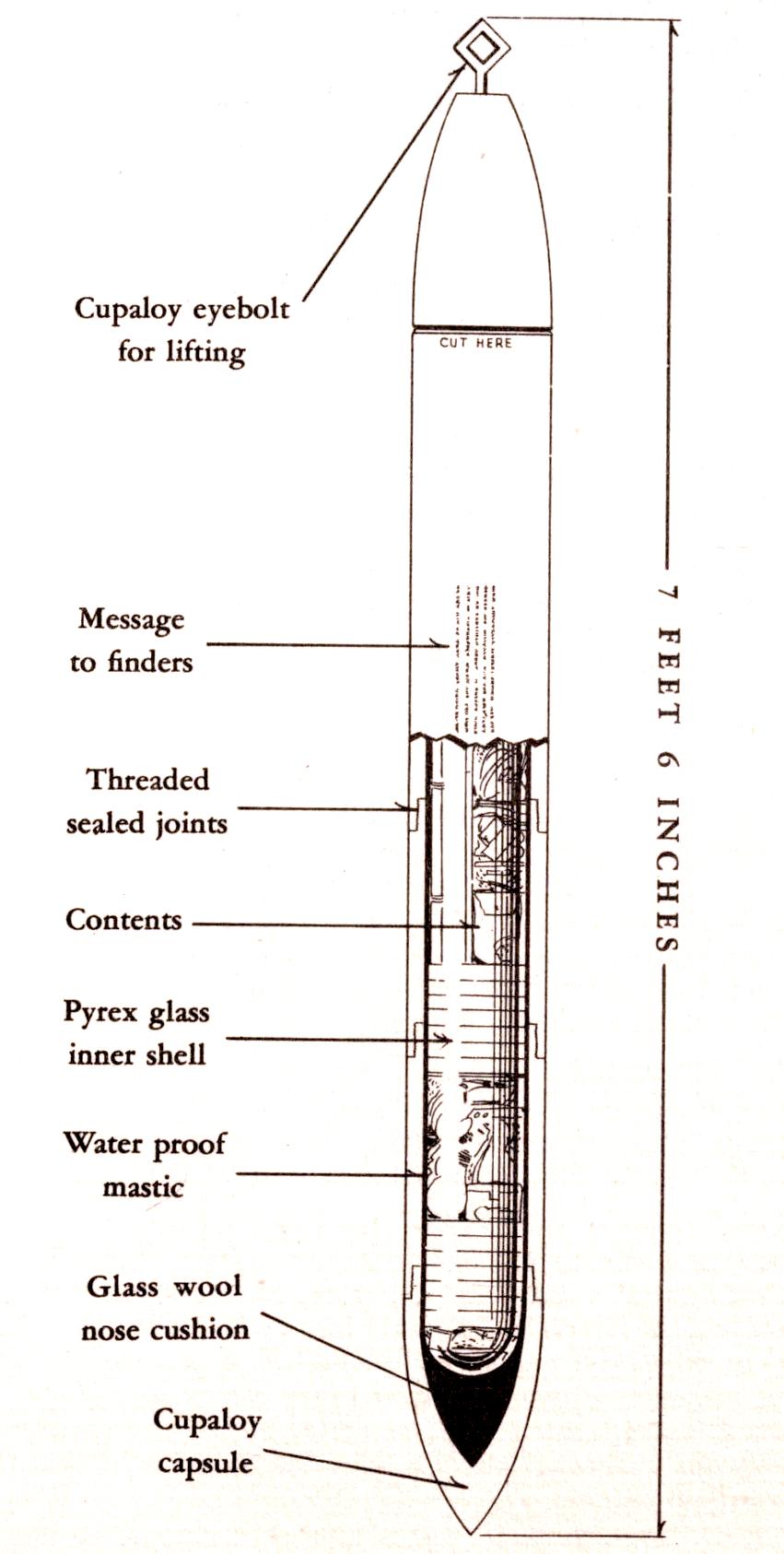
1939年时间舱的结构

西屋时间舱（Westinghouse Time Capsules，或译作西屋时间胶囊、西屋时间囊）是由西屋电气准备的两个时间舱：“时间舱一号”是为1939年纽约世界博览会建造的，而“时间舱二号”是为1964年世界博览会建造的。两者都被埋在两届世博会的举办地法拉盛草原可乐娜公园下方50英尺（15）处；1965年时间舱位于1939年时间舱以北10英尺（3.0）处。两个时间舱计划在第一个时间舱被封五千年后的6939年同时打开。:6

## 建造
时间舱呈子弹形，长90英寸（2.3），并有一个直径约8.75英寸（22.2）的外壳。:8时间舱一号重约800英磅（360），而时间舱二号重约400英磅（180）。
时间舱一号由名为库帕洛伊（Cupaloy）的有色合金制成，是专门为该项目而设计的。合金的设计可抵抗5,000年的腐蚀，由99.4％的铜、0.5％的铬和0.1％的银制成。:10西屋公司声称，该合金拥有与钢相同的强度，但却能够抵抗数千年的腐蚀。因为它在电解反应中会成为阳极，所以会吸收沉积物而不像大多数含铁金属那样损失材料。:10时间舱二号由美国钢铁公司提供的一种名为克罗马克（Kromarc）的不锈钢制成。西屋研究实验室（Westinghouse Research Laboratories）经过广泛的化学测试，确定了这种新的超级不锈钢合金具有耐腐蚀性，就像时间舱一号所用的合金一样。由弗雷德里克·查尔斯·赫尔（Frederick Charles Hull）发明的克罗马克55不锈钢由52.60％的铁、21.24％的镍、15.43％的铬、8.20％的锰、2.15％的钼、0.22％的硅、0.05％的碳、0.013％的磷和0.012％的硫组成。
时间舱内的物品被封在一个隔热、密封的玻璃壳中，其内径为6.5英寸（17），长约81英寸（210）。:8时间舱一号的玻璃壳内充满了氮气，而时间舱二号则充的是惰性气体氩气。“时间舱”一词是乔治·爱德华·彭德里为在纽约举行的1939年世博会西屋展览而创造的。

## 舱内物品

### 1939年的时间舱一号
在时间舱一号内放置了35种日常小物品，其中包括一支钢笔和一套字母积木。时间舱一号里还有75种织物、金属和塑料。二十世纪的现代文学、当代艺术和新闻事件都记录在微缩胶片“微文件”（Micro-File）上，以放入时间舱一号中；“微文件”可容纳超过一千万个单词和一千张图片，并配有一个小型显微镜以便查看。里面还有一些说明，包括如何制作大型微缩胶片查看器和新闻片的电影放映机。
时间舱中还包括一本《生活》杂志的副本、一个丘比娃娃、一美元硬币、一包骆驼香烟、一部15分钟的雷电华电影新闻片、一顶莉莉·达奇的帽子，还有微缩胶卷上的几百万文字，其中包括西尔斯百货的目录、一本词典和一本年鉴。各种种子也被放入时间舱中，包括小麦、玉米、燕麦、烟草、棉花、亚麻、大米、大豆、苜蓿、甜菜、胡萝卜和大麦。
时间舱中的物品是按照记载20世纪美国的生活来挑选的。在向里面装物品期间，在美国国家标准技术研究所代表的指导下，每件物品都进行了检查，以确定其是否有望保存5,000年。:16另外，要仔细选择物品，确保它们不会相互作用，也不会分解成出有害气体或酸。有机物品（例如种子）被放入密封的小玻璃瓶中。
时间舱一号中放置了五类物品：
- 常用的小物件
- 织物和材料
- 微缩胶卷中的文章
- 雷电华新闻片
- 其它物品

### 1965年的时间舱二号
时间舱二号中也放置了五大类物品： 
- 常用物品
- 原子能
- 科学发展
- 空间
- 其它

“其它”类别包含了由1964年世博会西屋馆的参观者签名的留言簿的图像。签名人收到了tin pins，大约1.2英寸（30）见方（大约是50美分硬币的大小），说，“我的名字在接下来的5,000年中放在西屋时间舱中。”该书的页面被拍摄在醋酸微缩胶片上，然后放入时间舱中。舱里文章的完整复制品被存放在亨氏历史中心的时间舱一号复制品的旁边。

## 登记簿

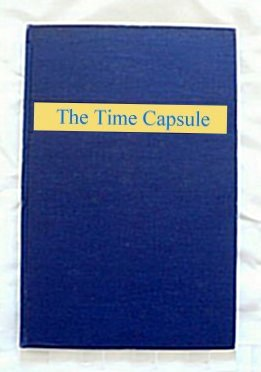
模拟蓝色巴克兰封面的外观

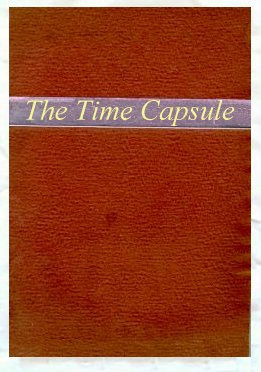
模拟手工纸封面的外观

时间舱一号的内容被记录在《库帕洛伊时间舱登记簿》中。该书的目的是将关于存在时间舱的信息保存五千年，并帮助6939年的人们来定位及回收它。该书超过三千册的副本已被分发给世界各地的博物馆、修道院和图书馆。:11-13为了避免与1965年的时间舱产生混淆，又向1938年版最初的3,000个保管者送出了一份对时间舱二号的补充说明。
如果现今用来确定时间的方法到那时已经失传，那么将来的后人还可以使用天文数据来计算时间舱的年龄。1939年发生了两次月食，分别在5月3日和10月28日。当年还有两次日食，4月19日是日环食，其路径掠过地球的北极；10月12日是日全食，其路径越过南极附近。格林尼治标准时间1月1日0时，各行星的日心经度如下：:10
| 行星   | 度  | 分 | 秒 |
| ------ | --- | -- | -- |
| 水星   | 175 | 55 | 42 |
| 金星   | 124 | 43 | 32 |
| 地球   | 99  | 40 | 29 |
| 火星   | 192 | 4  | 2  |
| 木星   | 339 | 12 | 22 |
| 土星   | 17  | 30 | 45 |
| 天王星 | 46  | 23 | 31 |
| 海王星 | 171 | 32 | 3  |
| 冥王星 | 120 | 17 | 0  |

1月1日北极星（勾陈一）的平均位置在赤经1时41分59秒，距北极1度1分33.8秒。二十世纪初的天文学家确定，这样的天文事件组合应该在数千年内都不会再次发生。据认为，这样的信息就能够让未来的人们，通过从他们的时间往回计算，来确定自时间舱被埋以来所经过的年数。:11

## 两个时间舱的位置
|  |

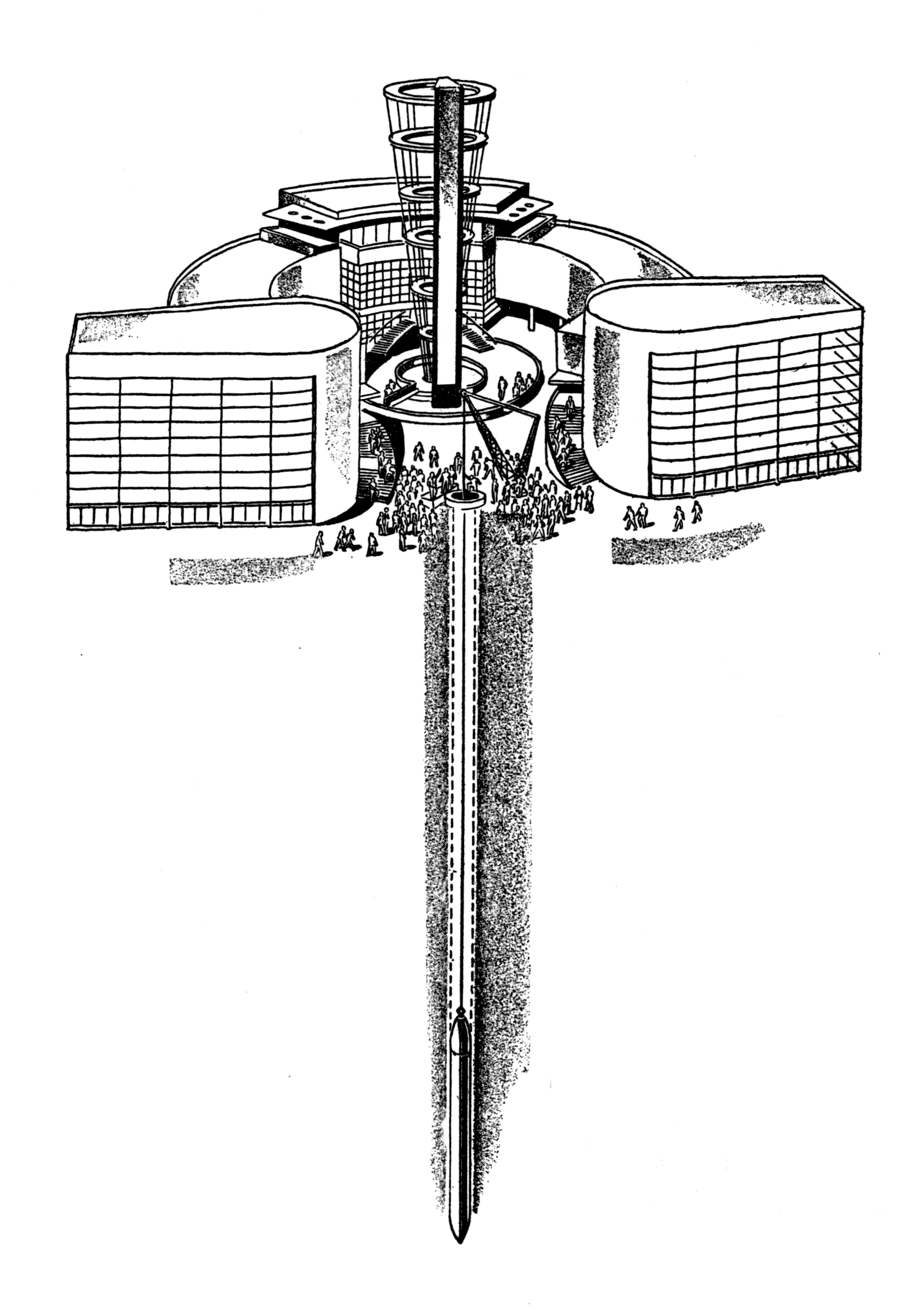
1939年的西屋展览

1938年9月23日中午，在秋分的精确时间，时间舱一号被放入竖井。其埋藏地点的经纬度坐标，由美国国家大地测量局确定，为40°44′34.09″N 73°50′43.84″W / 40.7428028°N 73.8455111°W[误差在1英寸（2.5）之内]，并被记录在《登记簿》中。:11时间舱可能会由于地质原因在垂直方向或水平方向移动，因此提供了一种替代性的电磁场方法。此方法包括建造一个直径10英尺（3.0）的线圈，并以至少200瓦的电源通以交流电（1,000到5,000赫兹之间）。将用一个直径大约1英尺（0.30）的次级线圈来检测“畸变场”，从而指示这两个金属合金时间舱的确切位置，前提是附近没有其它大型金属物体。:39-41
在1965年世博会结束时，安装了一块由年代岩石公司（Rock of Ages Corporation）制造的重7吨的“永久哨兵”花岗岩纪念碑。50英尺（15）长的竖井被用沥青、水泥和土填满，再压上纪念碑，以标记两个时间舱的埋入位置。

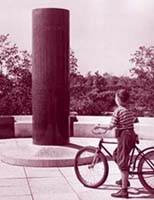
1938年
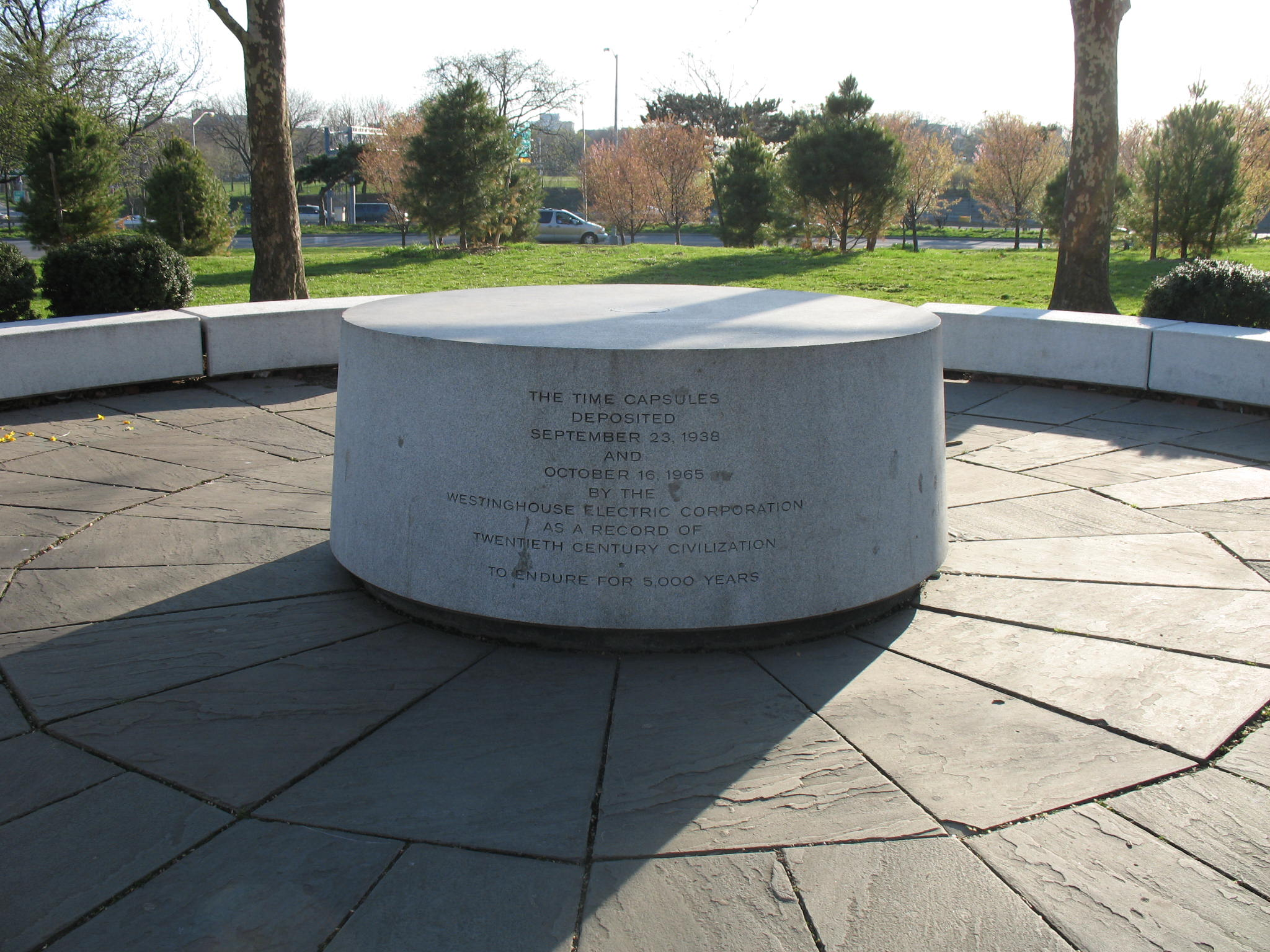
1965年

## 留言
《登记簿》的微缩胶卷版被放入时间舱一号，其中包含了当时三个重要人物的书面留言：
阿尔伯特·爱因斯坦的留言：

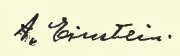

我们的时代富有创造力，其发明可以极大地丰富我们的生活。我们正在使用动力来横渡大海，并利用动力来减轻人类所有繁重的体力工作。我们已经学会了飞行，我们也能够通过电波在全世界毫无困难地发送消息和新闻。但是，商品的生产和分配完全是无组织的，因此每个人都必须生活在害怕被经济周期所淘汰的恐惧中，这样就会遭受想要一切的痛苦。此外，生活在不同国家的人们以不定期的时间间隔互相杀戮，因此，也是出于这个原因，任何考虑未来的人都必须生活在害怕和恐惧之中。这是基于一项事实，即只有少数人能生产出对社区有价值的东西，他们的智慧和性格远非多数人可比。我相信后人将带着自豪感和合理的优越感来阅读这些声明。:48

罗伯特·密立根的留言：

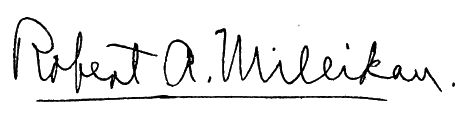

在1938年8月22日的这一刻，两种原则正在发生致命的冲突，一方是以盎格鲁-撒克逊、法国和斯堪的纳维亚国家政府为代表的代议投票制政府主义原则，另一方是可追溯到两个世纪以前、贯穿整个有记录历史的控制人们命运的专制主义原则。如果理性、科学、进步原则在这场斗争中取胜，那么人类就有可能迎来无战的黄金时代。如果反动的专制主义原则在现在和将来都取得成功，那么人类未来的历史将和过去一样重复战争和压迫的悲惨故事。:47

托马斯·曼的留言：

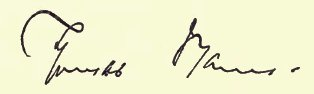

现在我们知道，将未来视为“更好的世界”的想法是进步学说的谬论。我们把希望寄托于像您这样的未来公民，这丝毫没有夸大。概括地说，您实际上将与我们非常类似，就像我们类似于那些生活在一千或五千年前的人们一样。在你们当中，精神也会很糟糕。在地球上永远都不会过得太好，否则人们将不再需要它。对未来的乐观概念是对不属于时空世界的奋进时间的投影，人的这种努力是一种接近他自己观念的努力，即人的人性化。在今年，即公元1938年，我们对“文化”一词的理解是，今天西方世界的某些国家对这一概念不够尊重，简单说就是这种奋进。我们所谓的精神也与此相同。对以这种精神和这种奋进与我们团结在一起的未来的兄弟，我们致以问候。:47

## 时间舱上的铭文
在1938年时间舱的外面印有一段消息，消息的对象是那些在计划打开它的6939年之前偶然发现它的人。 :9

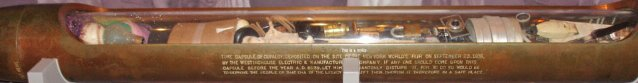

库帕洛伊时间舱于1938年9月23日被西屋电气制造公司埋在
纽约世博会场地。如果有人在公元6939年之前碰到此舱，让他
不要肆意干扰它，因为这样做会破坏那个时代人们的愿望，
是他们把此遗物留在这里的。因此，请在安全的地方珍藏它。

1965年的时间舱外面没有消息。

## 未来的语言
《登记簿》要求其内容随着语言的发展被翻译成新的语言。:13它包含一把钥匙，上面有史密森尼学会的约翰·皮博迪·哈灵顿博士设计的插图，以帮助将来的考古学家识别英语，:20-37因为人们认为现有的语言可能会失传。:19它还包括一幅插图，准确标示了1938年英语的33种音每一种在口腔中形成的位置，哈灵顿博士称其为“口腔图”（mouth map）。:22

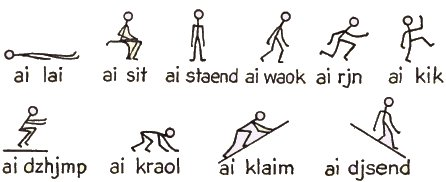
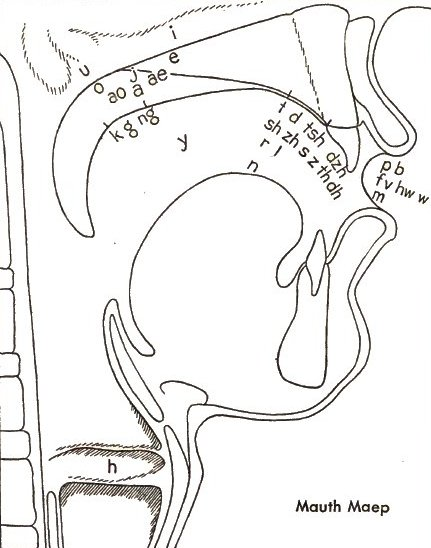
口腔图
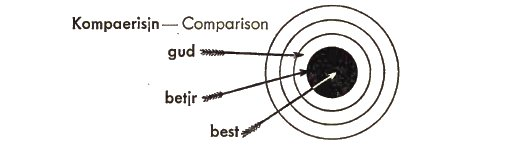
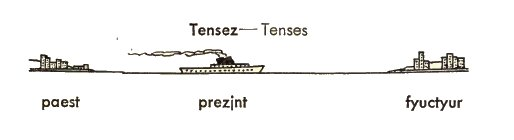
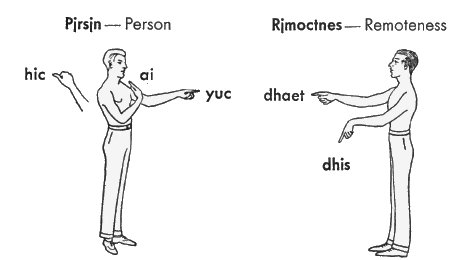
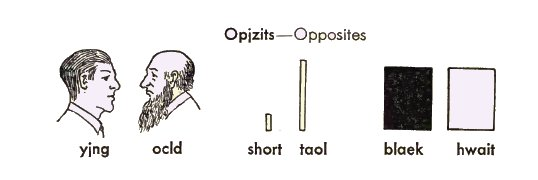

## 扩展阅读
- 1964年世界博览会.  [官方纪念册]. 时代生活（英语：Time Life）. 1964 （英语）.
- 1964年世界博览会.  [官方指南]. 时代生活. 1964 （英语）.
- 1964年世界博览会.  [官方指南] 1965年全新版. 时代生活. 1965 （英语）.
- 威廉·H·贾维斯（英语：William H. Jarvis）.  [时间舱：一段文化史]. 2002. ISBN 0-7864-1261-5 （英语）.
- 桑威尔·雅各布斯（英语：Thornwell Jacobs）.  [辞职雅各布斯博士：独裁者的自传]. 亚特兰大. 1945 （英语）.
- Hilton, Suzanne.  [今天在这明天消失。世博会和展览会的故事]. Westminster Press. 1978 （英语）.
- . YouTube. 约1939  [2020-04-01]. （原始内容存档于2021-01-25） （英语）. 视频在美国无效
- 关于1964年纽约世博会西屋时间舱二号的纽约时报电影 （页面存档备份，存于）
- 1965年10月16日西屋时间舱二号被放入法拉盛草原下方50英尺深竖井的新闻片镜头 （页面存档备份，存于）